# Тайский риджбек
Тайский риджбек (тайск. ไทยหลังอาน), также известный как ТРД и МахТай, — порода собак, национальная порода Таиланда и одна из древнейших пород, известных человеку. До сегодняшнего дня историки продолжают выдвигать всё новые теории о возникновении этих собак.

## История породы

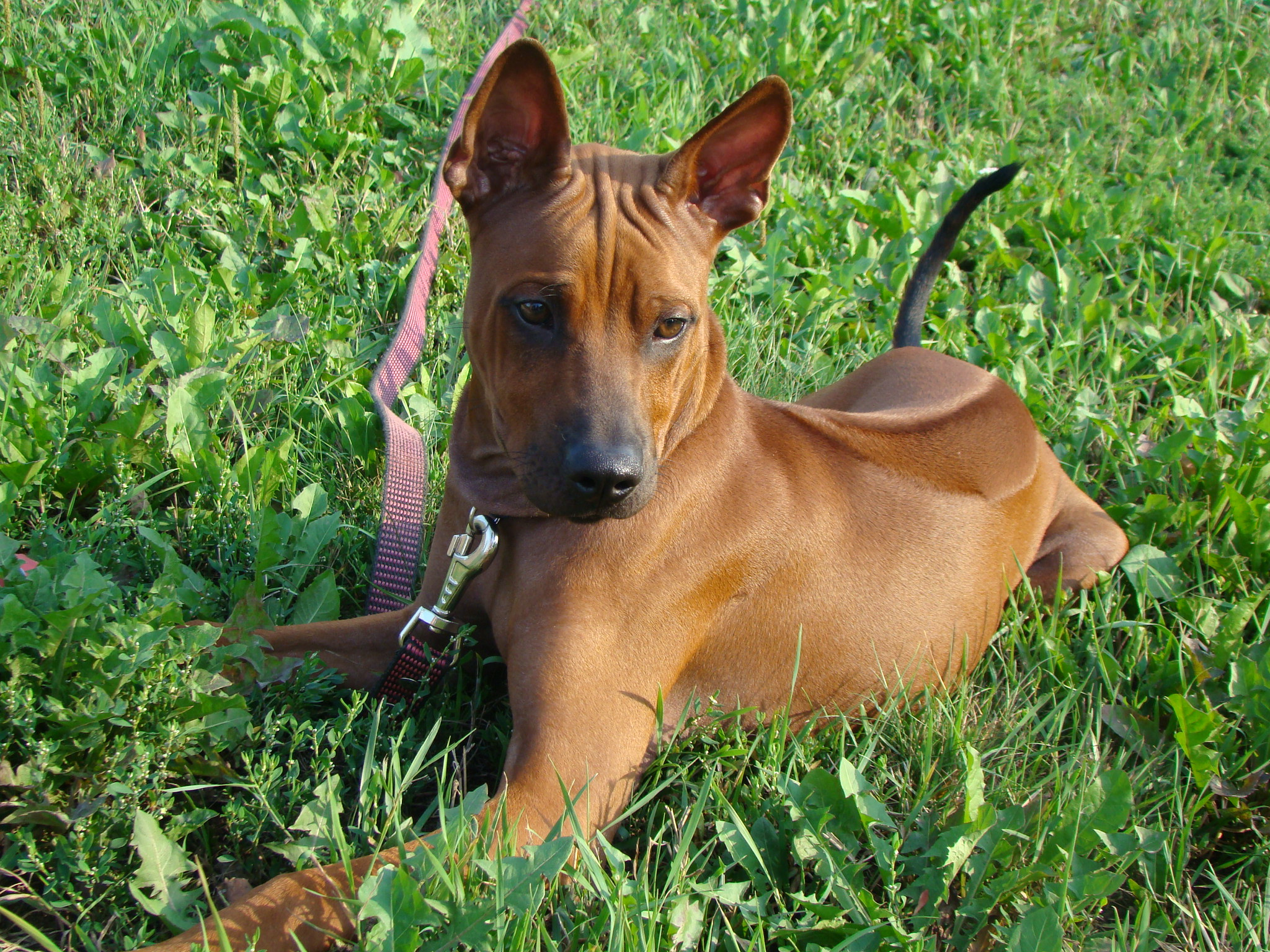
Щенок тайского риджбека (окрас красный)

Тайский риджбек — собака-пария, аборигенная порода. Морфологические сравнения показывают большое сходство между современными динго и собаками типа парии. Именно к этой группе собак принадлежит тайский риджбек.
Место происхождения тайского риджбека не может быть точно установлено, так как среда обитания породы — не только Таиланд, но также Вьетнам, Камбоджа и Индонезия. Порода найдена исключительно на островах Вьетнама (включая Фу-Куок), Kамбоджи и Индонезии, в то время как в Таиланде эта порода распространена как на островах, так и на материке.
Восточные области, в особенности портовые районы Таиланда, были основным местом обитания тайских риджбеков. Вполне возможно, что тайские рыбаки распространили собак на близлежащие острова. Фу-Куок — тот самый остров в Сиамском заливе, где в XIX столетии, после его колонизации, западные любители собак впервые столкнулись с собакой с риджем на спине и выделили его как отдельную породу.
Уже позже учёными-кинологами был проведён ряд исследований на генетическом уровне с целью определения точного места происхождения породы. В ходе исследования выяснилось, что собаки, проживающие на территории Таиланда, имеют более древнее происхождение, чем подобные собаки, обнаруженные на островах Вьетнама и Камбоджи.
Изоляция и плохая транспортная развязка Таиланда защитила риджбека от скрещивания с другими породами. Именно благодаря этому факту Тайский риджбек считается первозданной и самобытной породой и в наше время. Для жителей страны, особенно бедного населения, собака была очень важным элементом быта, так как риджбек благодаря своей уникальной скорости и незаурядному уму мог самостоятельно охотиться на мелких зверьков (в основном кролики), кормя тем самым себя и семью хозяина. А имея внушительные размеры, ещё выполнял роль охранника дома, а также очищал жилище хозяина от таких вредителей, как змеи и крысы.
Несмотря на своё древнее происхождение, официально порода признана совсем недавно. В 1989 году порода была признана под названием Thai Ridgeback Dog Союзом собаководов Азии (AKU), а в 1990 году — клубом собаководства Японии, который считается головной организацией в странах Азии и является членом Международной кинологической федерации (FCI). В 1993 году FCI признала породу на временной основе, а спустя 10 лет — на постоянной.

## Внешний вид

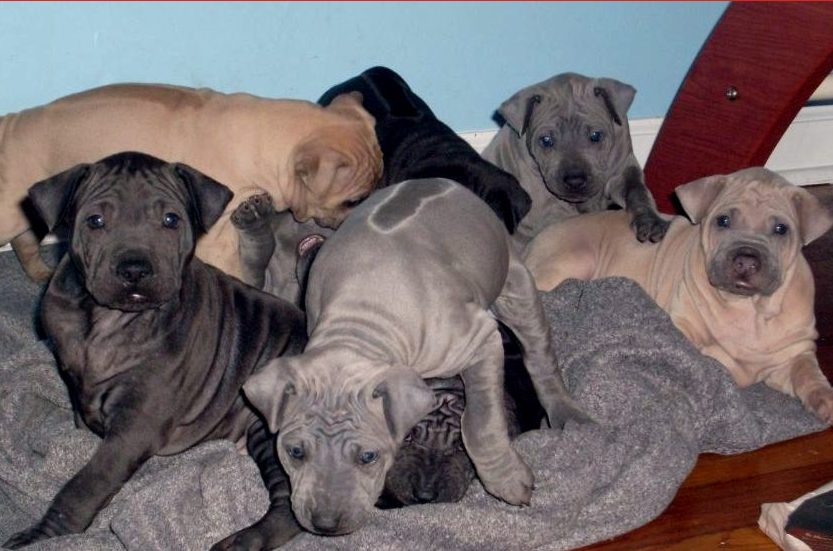
Щенки различных окрасов

Тайский риджбек — среднего размера атлетически сложенная собака — с короткой шерстью, формирующей вдоль спины характерный гребень (ридж), полоса шерсти растущая в обратном направлении. Ридж (гребень из шерсти) формируется на верхней части корпуса из волос, растущих в противоположном остальной шерсти направлении; ридж должен четко отделяться от остальной шерсти. Ридж бывает разной формы и длины, но он должен располагаться по обеим сторонам позвоночного столба симметрично и не должен переходить на бока. Завитки шерсти на переднем конце риджа допускаются.
Высота в холке кобеля составляет 56—61 см, суки — 51—56 см. Допустимо отклонение до 2,5 см в обе стороны.
Средний вес кобелей составляет 28—32 кг. Суки значительно уступают кобелям в весе за счёт ярко выраженного полового диморфизма.
У тайского риджбека несколько типов шерсти — супер короткий велюр, с длиной шерсти не более 2 миллиметров; велюровый, с длиной шерсти примерно от 2 мм до 1 см и стандартный, с длиной шерсти от 1 до 2 сантиметров.
Стандарт породы предусматривает у тайских риджбеков четыре сплошных окраса: красный, чёрный, голубой и изабелловый, исключая все остальные цвета и их сочетания. Красный окрас — этот цвет основной и наиболее часто встречается в поголовье. Именно красные собаки были впервые одомашнены. У них наиболее стабильные родословные, очень редко встречается один и тот же производитель. У красных щенков риджи по спине более широкие. Цвет варьируется от светлого до темного.
Чёрный окрас — доминантный. Шерсть должна быть глянцевой, без каких либо других оттенков, выглядеть здоровой. Кожа должна быть синей или чёрной. Ногти, нос, семенники у кобелей, соски у сук также должны быть черными.
Голубой окрас — он же серебристый, первые несколько поколений имели длинноватые черные волоски среди основного серебристого волоса. Позже в разведение были добавлены новые крови, и этот недостаток канул в лету. Сейчас среди собак голубого окраса очень много отличных представителей, которые несут в себе этот уникальный и достаточно редкий окрас.
Изабелла (Fawn) окрас — наиболее редкий и сложно воспроизводимый окрас. Он имеет неповторимый оттенок ванили, чайной розы и спелого розового винограда. Нос у таких собак в тон шерсти. Глаза достаточно хорошо пигментированы, ногти коричневого цвета.

## Характер
Независимый характер делает её тактичной и ненавязчивой. Также она чистоплотна, а очень короткая шерсть не имеет запаха и делает её максимально «гигиеничной» для содержания в квартире.
Эта собака не будет заглядывать в глаза любому, обратившему на неё внимание. Для неё важен лишь хозяин и его семья, в которой она может веселиться, «улыбаться» и искренне радоваться. Из-за своего серьёзного, внимательного взгляда, а также из-за достаточно прохладного отношения к посторонним, производит впечатление очень серьёзной, иногда даже «бойцовской» породы.
Тайский риджбек необычайно умная собака с хорошо развитой интуицией. Она способна анализировать ситуацию и принимать оптимальное в конкретном случае решение. Тайцы способны удивлять своей находчивостью и изобретательностью. Но это порой создаёт трудности в тренировках, так как риджбек может не захотеть «тупо» выполнять команды. Процесс обучения нужно строить на доверии и уважении к хозяину, и приятном времяпровождении обоих.
На сегодняшний день эта порода является великолепным компаньоном, а также благодаря своему азарту, уму и скорости, может быть прекрасным партнером во всех скоростных и азартных видах спорта с собаками (аджилити, фристайл, фризби и т. д.).
В домашней обстановке эти собаки практически не выказывает рвения к доминантности. Он прекрасно уживается с другими собаками. А также с котами, за которыми не прочь погнаться за пределами дома. А вот птичек и мелких грызунов всё же лучше не выпускать в одном помещении с риджбеком, так как инстинкт не только его, но и любой другой собаки может взять верх над приличием. На улице же наоборот. Кобель никогда не покажет, что он «ниже» кого-то рангом и будет до последнего отстаивать свою честь, причём первый практически никогда не нападает. Суки более лояльны, даже к собакам женского пола, но нападок в свою сторону тоже могут не стерпеть. Тайские риджбеки очень активны, подвижны и энергичны, любят много бегать.
Тайцам свойственны раннее развитие интеллектуальных способностей, хорошая память, отчетливо прослеживаются возрастные границы периодов развития. Они любят учиться новому, но им скучно повторять многократно одни и те же приёмы.
Они наблюдательны, с хорошо выраженной способностью к подражанию. У них сравнительно рано проявляется склонность к самостоятельности и независимости.
В целом, их поведение более высокоорганизованное и сложное, чем поведение большинства собак не аборигенных пород.
Тайский риджбек — очень хороший компаньон. Его физические данные позволяют ему заниматься любой «собачьей деятельностью» в компании с хозяином.